# Protocol van New York
Het Protocol van New York of voluit het Protocol betreffende de status van vluchtelingen, New York, 31 januari 1967 is een aanvulling op het VN-Vluchtelingenverdrag uit 1951. Tot die aanvulling werd besloten door de staten die partij waren bij dit verdrag, toen er steeds meer bezwaren rezen tegen de daarin opgenomen tijdbepaling "gebeurtenissen die voor 1 januari 1951 hadden plaatsgevonden" in de definitiebepaling in in artikel 1 A (2).
In het Protocol van New York werd het tijdselement uit de definitiebepaling in het VN-Vluchtelingenverdrag verwijderd.

## Tekst
De belangrijkste aanpassing van het verdrag uit 1951 die in het aanvullend protocol uit 1967 plaatsvond, blijkt uit de voorafgaande consideratie en de bepaling in artikel 1: aangezien het verdrag alleen betrekking had op personen die vluchtelingen waren geworden ten gevolge van gebeurtenissen die plaatsvonden voor 1 januari 1951, moesten de passage "As a result of events occurring before 1 January 1951 and..." en de woorden "...as a result of such events", in artikel 1 A (2) als weggelaten worden beschouwd.

## Achtergrond
Toen de tekst van het VN-Vluchtelingenverdrag werd opgesteld, hadden de verdragsluitende partijen vooral de afhandeling van de vluchtelingenstromen voor ogen, die het gevolg waren van de Tweede Wereldoorlog. In de jaren 50 en 60 bleken er echter ook vluchtelingenstromen op gang te komen uit het Oostblok en de Derde Wereld, onder meer als gevolg van dekolonisatie: een ontwikkeling die bij de beraadslagingen in New York en Genève in 1950 en 1951 niet was voorzien.
Aanvankelijk werd het probleem dat zich voordeed door dat tijdselement ondervangen door een verband te leggen tussen het vluchtelingschap en gebeurtenissen die zich voor 1 januari 1951 hadden voorgedaan: de vluchtelingen uit Hongarije in 1956 die een heenkomen zochten in West-Europese landen na het neerslaan van de Hongaarse opstand, werden bijvoorbeeld onder de werking van het verdrag gebracht door hun vlucht toe te schrijven aan de communistische machtsovername in 1948.
Een dergelijke vindingrijkheid ging echter niet op bij vluchtelingen uit Algerije in verband met de Algerijnse Onafhankelijkheidsoorlog, en evenmin bij vluchtelingen uit Cuba na het aan de macht komen van Castro.
Omstreeks 1960 begon het zwaartepunt van het internationale vluchtelingenvraagstuk zich steeds meer te verplaatsen van Europa naar de Derde Wereld: de landen op het Afrikaanse continent waar het streven naar en verwerven van de onafhankelijkheid ook grote politieke beroering teweegbracht (in het geval van de Portugese kolonies tot in de jaren zeventig, naar Azië (vluchtelingen uit Tibet die na de annexatie door China naar India kwamen) en naar Latijns-Amerika.
Het waren deze ontwikkelingen die in 1967 noopten tot aanpassing van het verdrag uit 1951, door middel van het Protocol van New York.

## Gerelateerde onderwerpen
- Rechten van de Mens
- Universele Verklaring van de Rechten van de Mens
- Internationaal recht
- Internationale gemeenschap
- Geschiedenis van het Volkenrecht